# Juan de Fuca
Juan de Fuca (griechisch Ιωάννης Φωκάς Ioannis Fokas; * 1536 in Valerianos, Kefalonia; † 1602 auf Zakynthos) war ein griechischer Seefahrer, der 40 Jahre im Dienst der spanischen Krone zur See fuhr.

## Leben
Der Großvater Emmanouíl Fokás hatte mit dem Fall Konstantinopels 1453 die Stadt verlassen, und sich nach einem Aufenthalt auf dem Peloponnes 1470 permanent auf Kefalonia niedergelassen. Er hatte mehrere Söhne, weshalb einer sich Valeriáno-Fokás nannte, um sich von seinen Brüdern zu unterscheiden, die ihrerseits teilweise den Familiennamen Fokas ablegten.
Juan de Fuca wurde auf einer Reise in den Philippinen von englischen Piraten als Geisel genommen und erst gegen Herausgabe der Ladung seines Schiffs Santa Anna im Wert von 60.000 Dukaten und seines gesamten Vermögens freigelassen. Mittellos zog er nach Neu-Spanien (Mexiko) und wurde beim dortigen Vizekönig Luis de Velasco vorstellig. Diesem bot er an, eine Expedition zu organisieren und die Nordwestpassage vom Pazifik zum Atlantik zu finden, welche als Estrecho de Anián bezeichnet wurde.

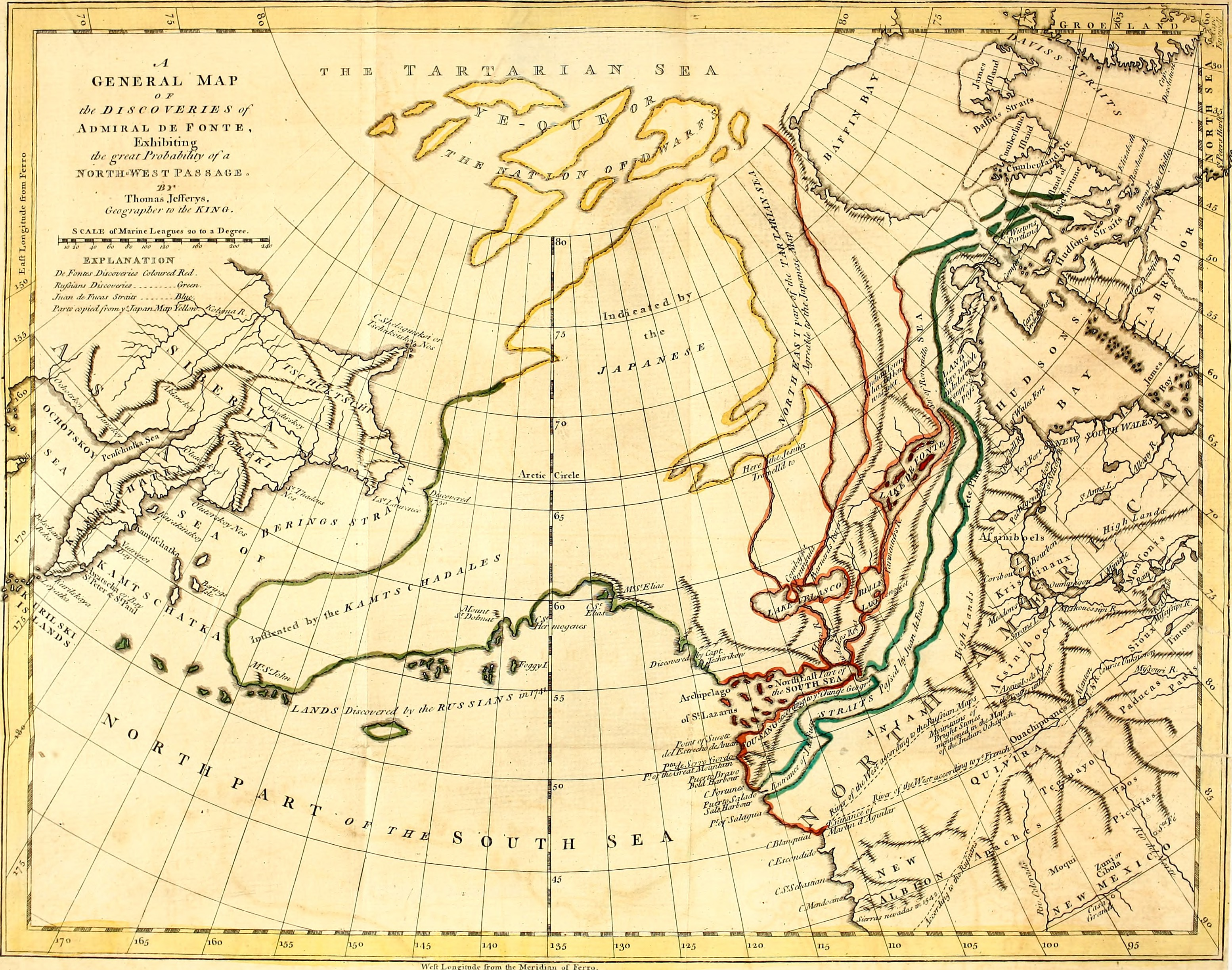
Karte der angeblichen Nordwestpassage von 1768

Die Reise startete 1592 in Acapulco, Mexiko. De Fuca glaubte, zwischen dem 47° und 48° nördlicher Breite eine Meeresstraße gefunden zu haben, die er nach eigenen Angaben auch befuhr. Diese befindet sich jedoch auf dem 48° Breitengrad. Sie trägt seit 1788 den Namen Juan-de-Fuca-Straße und liegt im Pazifischen Nordwesten (heute Washington, USA, bzw. British Columbia, Kanada). Die Berichte über die Reise wurden von spanischen Behörden lange geheim gehalten und boten Anlass zur Spekulation, u. a. dass die Reise nie stattgefunden habe oder die Person nicht existiert habe.
Vergeblich wurde de Fuca in Spanien vorstellig, um Mittel für eine weitere Expedition zu erhalten. Über englische Gesandte in Italien bemühte er sich um eine Rückerstattung seines in den Philippinen verlorenen Vermögens, erreichte jedoch lediglich, dass die Engländer mit seinem Wissen eigene Expeditionen starteten. De Fuca kehrte nach Kefalonia zurück, wo er seinen Lebensabend verbrachte.

## Bezeichnungen

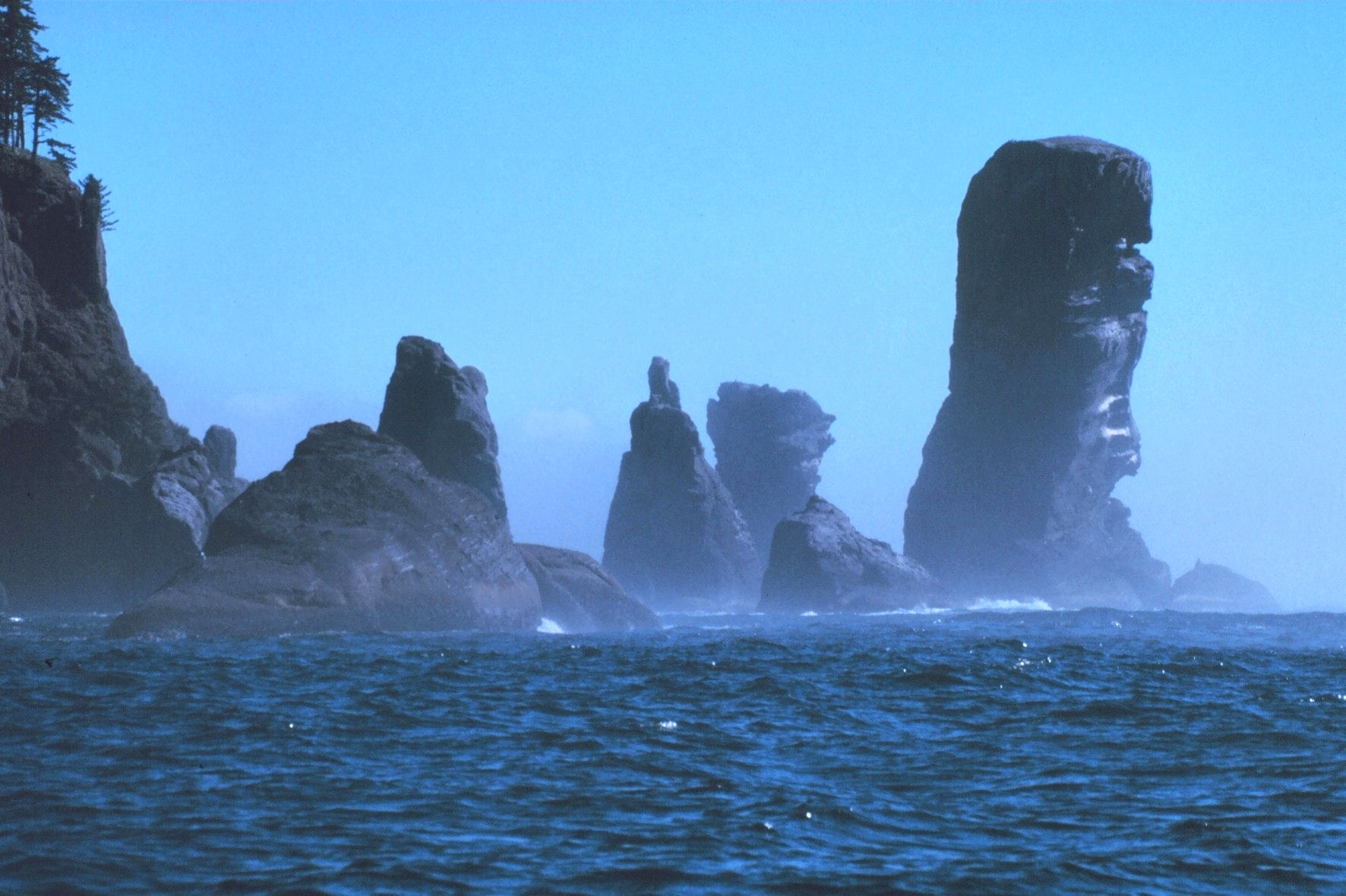
Der Fuca-Felsen (Fuca Pillar) am Cape Flattery, Washington

Nach ihm benannt wurden neben der Juan-de-Fuca-Straße auch der Juan-de-Fuca-Rücken, die Juan-de-Fuca-Platte, der Juan de Fuca Provincial Park, der Juan-de-Fuca-Felsen und der Juan-de-Fuca Wanderweg auf Vancouver Island.
Im 20. Jahrhundert brachte die Morgan Cigar Company aus Tampa, Florida eine Zigarre mit dem Namen Juan de Fuca auf den Markt. Darüber hinaus ist Juan de Fuca Namensgeber zahlreicher Institutionen und Gebäuden, insbesondere an der nördlichen Ostküste der USA und in Kanada, darunter die Eishockeyvereine Juan de Fuca Gulls, Juan de Fuca Whalers, Juan de Fuca Grizzlies und die Juan de Fuca-Arena.